# Nathan Patterson
Pour les articles homonymes, voir Patterson.
Nathan Patterson, né le 16 octobre 2001 à Glasgow en Écosse, est un footballeur international écossais qui évolue au poste d'arrière droit à l'Everton FC.

## Biographie

### Glasgow Rangers
Né à Glasgow en Écosse, Nathan Patterson est formé par l'un des clubs de sa ville natale, le Glasgow Rangers.
Il fait ses débuts en Scottish Premiership, lors de la saison 2020-2021 face au Kilmarnock FC le 22 août 2020. Il entre en jeu à la place de James Tavernier et son équipe s'impose par deux buts à zéro ce jour-là. Le 25 janvier 2021, Patterson prolonge son contrat avec son club formateur jusqu'en 2024. Il inscrit son premier but en professionnel le 25 février 2021, lors d'une rencontre de Ligue Europa face au Royal Antwerp FC. Entré en jeu ce jour-là, il marque seulement quelques secondes plus tard, participant ainsi à la victoire de son équipe par cinq buts à deux.
Il remporte son premier titre en étant sacré champion d'Ecosse en 2021 avec les Rangers,.

### Everton FC
Le 4 janvier 2022, Nathan Patterson est transféré dans le club anglais d'Everton pour 19 millions d'euros, bonus compris. Bien que le club fonde de grands espoirs en lui, il joue très peu lors de ses six premiers mois au club, Rafael Benítez étant licencié un match après son arrivée. Frank Lampard, le nouveau manager, s'appuie alors sur le capitaine Seamus Coleman pour le poste d'arrière droit, ce qui relègue Patterson au rang de remplaçant. Il joue toutefois son premier match pour Everton le 3 mars 2022, lors d'une rencontre de coupe d'Angleterre contre Boreham Wood où il est titularisé (victoire 2-0 d'Everton). Une blessure à la cheville survenue en avril 2022 vient également freiner sa progression et mettre un terme à sa saison.
De retour de blessure, Patterson parvient à convaincre Frank Lampard durant les matchs de présaison lors de l'été 2022, et le manager des Toffees décide d'en faire un titulaire. Le jeune défenseur écossais commence la saison 2022-2023 en étant titularisé dès la première journée, le 6 août 2022 contre le Chelsea FC. Il fait ainsi sa première apparition en Premier League mais son équipe s'incline par un but à zéro ce jour-là. Les matchs suivants, au cours desquels Patterson est aussi titulaire, se soldent par de solides performances défensives de Patterson et d'Everton.
Les choses se compliquent néanmoins pour le jeune latéral à partir de novembre 2022: les toffees perdent en rythme et Patterson perd sa place de titulaire, à nouveau au profit du capitaine d'Everton.

### En sélection
Nathan Patterson représente l'équipe d'Écosse des moins de 17 ans, jouant un total de sept matchs avec cette sélection entre 2017 et 2018.
Le 8 septembre 2020, Nathan Patterson joue son premier match avec l'équipe d'Écosse espoirs contre la Lituanie. Il est titularisé au poste d'arrière gauche, et se montre décisif en délivrant une passe décisive pour Allan Campbell, permettant à son équipe de s'imposer (0-1).
Patterson est retenu par Steve Clarke, le sélectionneur de l'équipe nationale Écosse, pour participer à l'Euro 2020. Il honore sa première sélection le 6 juin 2021, lors d'un match amical contre le Luxembourg. Il entre en jeu à la place de Stephen O'Donnell et son équipe s'impose par un but à zéro. Il ne fait qu'une seule apparition lors de l'Euro, en entrant en jeu à la place de Stephen O'Donnell lors du dernier match de la phase de groupe, perdu face à la Croatie (3-1 score final).
Patterson inscrit son premier but en sélection le 12 novembre 2021 contre la Moldavie. Titulaire, il ouvre le score, avant de délivrer une passe décisive pour Che Adams et permet à son équipe de s'imposer par deux buts à zéro,.

## Statistiques détaillées
| Saison                | Club                  | Championnat             | Championnat | Championnat | Coupe nationale | Coupe nationale | Coupe de la Ligue | Coupe de la Ligue | Compétition(s) continentale(s) | Compétition(s) continentale(s) | Compétition(s) continentale(s) | Écosse | Écosse | Total | Total |
| Saison                | Club                  | Division                | M.          | B.          | M.              | B.              | M.                | B.                | Comp.                          | M.                             | B.                             | M.     | B.     | M.    | B.    |
| 2019-2020             | Rangers FC            | Scottish Premier League | -           | -           | 1               | 0               | -                 | -                 | C3                             | 1                              | 0                              | -      | -      | 2     | 0     |
| 2020-2021             | Rangers FC            | Scottish Premier League | 7           | 0           | 2               | 1               | -                 | -                 | C3                             | 5                              | 1                              | 2      | 0      | 16    | 2     |
| 2021-2022             | Rangers FC            | Scottish Premier League | 6           | 0           | -               | -               | 2                 | 0                 | C3                             | 3                              | 0                              | 4      | 1      | 15    | 1     |
| Sous-total            | Sous-total            | Sous-total              | 13          | 0           | 3               | 1               | 2                 | 0                 | -                              | 9                              | 1                              | 6      | 1      | 33    | 3     |
| 2021-2022             | Everton FC            | Premier League          | -           | -           | 1               | 0               | -                 | -                 | -                              | -                              | -                              | 4      | 0      | 5     | 0     |
| 2022-2023             | Everton FC            | Premier League          | 19          | 0           | -               | -               | 2                 | 0                 | -                              | -                              | -                              | 3      | 0      | 24    | 0     |
| 2023-2024             | Everton FC            | Premier League          | 20          | 0           | 2               | 0               | 4                 | 0                 | -                              | -                              | -                              | 8      | 0      | 34    | 0     |
| 2024-2025             | Everton FC            | Premier League          | 7           | 0           | 1               | 0               | -                 | -                 | -                              | -                              | -                              | -      | -      | 8     | 0     |
| Sous-total            | Sous-total            | Sous-total              | 46          | 0           | 4               | 0               | 6                 | 0                 | -                              | -                              | -                              | 15     | 0      | 71    | 0     |
| Total sur la carrière | Total sur la carrière | Total sur la carrière   | 59          | 0           | 7               | 1               | 8                 | 0                 | -                              | 9                              | 1                              | 21     | 1      | 104   | 3     |

## Palmarès

### En club
- Rangers FC
  - Champion d'Écosse en 2021.